# Apristurus fedorovi
Apristurus fedorovi – gatunek ryby chrzęstnoszkieletowej z rodziny Pentanchidae, występujący w zachodnim Pacyfiku u wybrzeży Wysp Japońskich na głębokości około od 100 do 1500 metrów. Dorosłe osobniki osiągają około 68 cm długości. Podobnie jak inne Pentanchidae, jest jajorodny.